# 月井里站
月井里站（韩语：／ Woljeongni yeok */?）曾为韩国铁路京元线上的一个车站，位于铁原站以北，因为朝鲜战争的原因，已于1950年废止。
此站是現時京元線最北端的車站，之後再繼續往北行就是北韓國境，下一個站佳谷站就已在北韓境內。

## 历史
- 1913年7月10日：开始使用。
- 1950年：因朝鲜战争爆发，停用本站。
- 未定：預定白馬高地站至此站再開業。